# Potentilla seidlitziana
Potentilla seidlitziana är en rosväxtart som beskrevs av Bienert. Potentilla seidlitziana ingår i Fingerörtssläktet som ingår i familjen rosväxter. Inga underarter finns listade i Catalogue of Life.